# Prima battaglia di Seul
La prima battaglia di Seul, conosciuta in Corea del Nord come Liberazione di Seul, fu combattuta nelle fasi iniziali dell'invasione da parte della Corea del Nord della Corea del Sud nell'ambito della Guerra di Corea; la battaglia risultò nella cattura della capitale sudcoreana da parte delle truppe nordcoreane.

## Storia
Il 25 giugno del 1950 l'Armata Popolare Coreana attraversò il 38º parallelo. L'Armata Popolare utilizzò una strategia di guerra lampo impiegando i carri armati T-34 supportati dall'artiglieria. L'Esercito della Corea del Sud non possedeva piani per fermare l'assalto furioso dei carri armati nordcoreani, non essendo equipaggiato né con armi anticarro né con carri armati. In aggiunta, le truppe sudcoreane fecero saltare il ponte sopra il Fiume Han intrappolando i loro stessi soldati e uccidendo centinaia di rifugiati che stavano fuggendo dalla città. Nel giro di tre giorni, le truppe nordcoreane avevano conquistato la capitale della Corea del Sud.